# Лангр
Лангр (фр. Langres) — город на реке Марна во французском департаменте Верхней Марны, регионе Гранд-Эст.

## История
Лангр — древний Andomatunnum или Civitas lingorum. В средние века имел своих графов. В Лангре располагалась епископская кафедра: епископ-герцог Лангра был одним из шести церковных пэров Франции.
Близ Лангра в средние века находилось графство Бассиньи.
При Людовике VII возведен в герцогство. В 1362 году был укреплён по поводу войны с англичанами. Был в своё время первоклассной крепостью.

## Достопримечательности
Старинные стены, с развалинами римской триумфальной арки; собор (XII в.); картинная галерея, музей древностей, публичная библиотека (10 т. том.). Памятник Дидро, который здесь родился.

## Персоналии
- Жозеф Бартелеми (1867—1951) – французский военный деятель, дивизионный генерал.
- Жан Дюве (1485—1562?) — французский художник и гравёр (родился и умер в Лангре)
- Клод Жилло (1673—1722) — французский художник (родился в Лангре)
- Дени Дидро (1713—1784) — французский просветитель (родился в Лангре)
- Жюль Виоль (1841—1923) — французский физик (родился в Лангре)

## Города-побратимы
- Бэконсфилд (Англия)
- Эльванген (Ягст) Баден-Вюртемберг (Германия)
- Аббиатеграссо Ломбардия (Италия)